# Escuela Nacional de Estudios Políticos y Administrativos
La Escuela Nacional de Estudios Políticos y Administrativos (en rumano: Şcoala Naţională de Studii Politice şi Administrative, SNSPA) es una universidad pública rumana con sede en Bucarest, fundada en 1991. En la actualidad una institución de educación superior e investigación (universidad), fue fundada en 1991 como una institución de estudios de posgrado, incorporando en su estructura la antigua Facultad de Altos Estudios Políticos de la Universidad de Bucarest. En 1995, SNSPA recibió el derecho a organizar estudios de grado y se crean las facultades de ciencias políticas y administración pública. Se organiza en la actualidad en cuatro facultades (administración pública, comunicación y relaciones públicas, ciencias políticas, gestión) y un departamento (relaciones Internacionales e integración europea).

## Historia
Por sus orígenes, en términos prácticos, la SNSPA puede considerarse una continuación de la Academia Ştefan Gheorghiu, que proporcionó formación de cuadros del Partido Comunista Rumano antes de la Revolución rumana de 1989. El exsecretario del partido de la Academia Ştefan Gheorghiu, Vasile Secares, crea en enero de 1990 la Escuela de Altos Estudios Políticos. Más tarde, en la primavera de ese año, funda la Facultad de Altos Estudios Políticos de la Universidad de Bucarest, que en 1991 se transforma en la actual Escuela Nacional de Estudios Políticos y Administrativos. Vasile Secares será el rector de la institución desde su creación en 1991 hasta 2004.